# Bahnstrecke West Cambridge–Watertown–Waltham
| Streckenlänge: | 10,83 km                   |                                                      |                                                      |
| Spurweite: | 1435 mm (Normalspur)       |                                                      |                                                      |
| Zweigleisigkeit: | –, früher: gesamte Strecke |                                                      |                                                      |
| |                            |                                                      |                                                      |
| Gesellschaft: | Pan Am Railways            |                                                      |                                                      |
| \| \| \| von Boston \| \| \| \| 0,00 \| West Cambridge MA \| West Cambridge MA \| \| \| \| nach Fitchburg über Belmont, nach Middlesex Junction \| \| \| \| ca. 1 \| Industrieanschluss \| Industrieanschluss \| \| \| 1,35 \| Fresh Pond \| Fresh Pond \| \| \| \| Boston Elevated Railway (Mt. Auburn Street) \| \| \| \| 2,46 \| Mt. Auburn \| Mt. Auburn \| \| \| ca. 3 \| Anschluss Western Electric \| Anschluss Western Electric \| \| \| 3,36 \| East Watertown MA \| East Watertown MA \| \| \| 4,46 \| Union Market \| Union Market \| \| \| 6,05 \| Watertown MA \| Watertown MA \| \| \| \| Middlesex and Boston Street Railway (Main Street) \| \| \| \| 7,11 \| West Watertown MA \| West Watertown MA \| \| \| 7,92 \| Quincy Market (früher Bemis) \| Quincy Market (früher Bemis) \| \| \| 9,32 \| Bleachery \| Bleachery \| \| \| \| Charles River \| \| \| \| 10,19 \| Newton Street (Chemistry Station) \| Newton Street (Chemistry Station) \| \| \| \| Charles River \| \| \| \| \| Verbindung nach Boston \| \| \| \| 10,83 \| Waltham MA \| Waltham MA \| \| \| \| von Boston über Belmont \| \| \| \| \| nach Fitchburg \| \| |                            |                                                      |                                                      |
| Strecke |                            | von Boston                                           | von Boston                                           |
| Dienststation / Betriebs- oder Güterbahnhof | 0,00                       | West Cambridge MA                                    | West Cambridge MA                                    |
| Abzweig geradeaus und nach rechts |                            | nach Fitchburg über Belmont, nach Middlesex Junction | nach Fitchburg über Belmont, nach Middlesex Junction |
| Betriebs-/Güterbahnhof Strecke ab hier außer Betrieb | ca. 1                      | Industrieanschluss                                   | Industrieanschluss                                   |
| Haltepunkt / Haltestelle (Strecke außer Betrieb) | 1,35                       | Fresh Pond                                           | Fresh Pond                                           |
| Kreuzung (Strecken außer Betrieb) |                            | Boston Elevated Railway (Mt. Auburn Street)          | Boston Elevated Railway (Mt. Auburn Street)          |
| Haltepunkt / Haltestelle (Strecke außer Betrieb) | 2,46                       | Mt. Auburn                                           | Mt. Auburn                                           |
| Dienststation / Betriebs- oder Güterbahnhof (Strecke außer Betrieb) | ca. 3                      | Anschluss Western Electric                           | Anschluss Western Electric                           |
| Haltepunkt / Haltestelle (Strecke außer Betrieb) | 3,36                       | East Watertown MA                                    | East Watertown MA                                    |
| Bahnhof (Strecke außer Betrieb) | 4,46                       | Union Market                                         | Union Market                                         |
| Haltepunkt / Haltestelle (Strecke außer Betrieb) | 6,05                       | Watertown MA                                         | Watertown MA                                         |
| Kreuzung (Strecken außer Betrieb) |                            | Middlesex and Boston Street Railway (Main Street)    | Middlesex and Boston Street Railway (Main Street)    |
| Haltepunkt / Haltestelle (Strecke außer Betrieb) | 7,11                       | West Watertown MA                                    | West Watertown MA                                    |
| Bahnhof (Strecke außer Betrieb) | 7,92                       | Quincy Market (früher Bemis)                         | Quincy Market (früher Bemis)                         |
| Haltepunkt / Haltestelle (Strecke außer Betrieb) | 9,32                       | Bleachery                                            | Bleachery                                            |
| Brücke über Wasserlauf (Strecke außer Betrieb) |                            | Charles River                                        | Charles River                                        |
| Haltepunkt / Haltestelle (Strecke außer Betrieb) | 10,19                      | Newton Street (Chemistry Station)                    | Newton Street (Chemistry Station)                    |
| Brücke über Wasserlauf (Strecke außer Betrieb) |                            | Charles River                                        | Charles River                                        |
| Abzweig geradeaus und nach rechts (Strecke außer Betrieb) |                            | Verbindung nach Boston                               | Verbindung nach Boston                               |
| Bahnhof (Strecke außer Betrieb) | 10,83                      | Waltham MA                                           | Waltham MA                                           |
| Abzweig ehemals geradeaus und von rechts |                            | von Boston über Belmont                              | von Boston über Belmont                              |
| Strecke |                            | nach Fitchburg                                       | nach Fitchburg                                       |

Die Bahnstrecke West Cambridge–Watertown–Waltham (auch Watertown Loop oder Watertown Branch) ist eine Eisenbahnstrecke in Massachusetts (Vereinigte Staaten). Sie ist 10,83 Kilometer lang und verbindet die Städte Cambridge, Watertown und Waltham. Die normalspurige Strecke ist größtenteils stillgelegt, nur in West Cambridge besteht noch ein Güteranschluss, der den Pan Am Railways gehört, jedoch schon seit Jahren nicht mehr bedient wird.

## Geschichte
Beim Bau der 1845 fertiggestellten Hauptstrecke Boston–Fitchburg der Fitchburg Railroad war die Stadt Watertown am Charles River ohne Eisenbahnanschluss geblieben, stattdessen führte die Strecke über Belmont. Um Watertown anzuschließen, sollte eine Zweigstrecke gebaut werden. Die Konzession für eine Strecke von West Cambridge nach Bemis erhielt am 16. April 1846 die Watertown Branch Railroad Company, die bereits am 2. Juni des Jahres durch die Fitchburg Railroad aufgekauft wurde. Die Bauarbeiten begannen 1847 und zwei Jahre später ging die Strecke bis Bemis (später Quincy Market) in Betrieb. Um auch einen direkten Anschluss nach Waltham zu erhalten und den Stadtteil Walthams am Südufer des Charles River anzubinden, sollte die Strecke nun bis zum Bahnhof Waltham an der Fitchburg-Hauptstrecke verlängert werden. Am 2. Mai 1849 erhielt hierfür die Waltham and Watertown Branch Railroad Company die Konzession. Am 17. Juni 1851 kaufte die Fitchburg auch diese Bahngesellschaft auf. Da der Charles River mittels zweier Brücken überquert werden musste, verzögerten sich die Bauarbeiten und erst im Dezember 1851 wurde die Verlängerung nach Waltham eröffnet.
Der Verkehr entwickelte sich gut und die Fitchburg Railroad führte viele Vorortzüge über die Strecke. 1893 wurde sie zweigleisig ausgebaut. Ab 1900 oblag die Betriebsführung der Boston and Maine Railroad, die die Fitchburg gepachtet hatte. In dieser Zeit wurden zahlreiche Überlandstraßenbahnen um Boston eröffnet, die auch Cambridge, Watertown und Waltham verbanden. Der Personenverkehr auf der Bahnstrecke wurde daher immer mehr eingeschränkt und 1938 schließlich ganz eingestellt, nachdem zuletzt nur noch ein Zugpaar an Werktagen gefahren war. 1939 wurde das zweite Gleis wieder abgebaut.
Im Güterverkehr wurden Kunden vor allem in Waltham und am Bahnhof Bemis sowie in East Watertown und West Cambridge bedient. Das mittlere Stück der Strecke zwischen Union Market und Quincy Market im Zentrum von Watertown wurde daher 1960 stillgelegt. Die restlichen Streckenabschnitte von West Cambridge bis Union Market und von Quincy Market bis Waltham gingen 1983 auf die Guilford Transportation über, nachdem diese die Boston&Maine übernommen hatte. Das Bahnunternehmen firmiert seit 2006 unter dem Namen Pan Am Railways. 1991 wurde die Strecke in Bemis um etwa 600 Meter gekürzt. Ende der 1990er Jahre endete auf dem Abzweig zum Quincy Market der Verkehr und die Strecke wurde stillgelegt. In den ersten Jahren des 21. Jahrhunderts wurde schließlich auch der Abschnitt von West Cambridge nach Union Market bis auf einen kurzen Industrieanschluss in West Cambridge stillgelegt. Auch dieser Anschluss wird jedoch nicht mehr bedient.

## Streckenbeschreibung
Die Strecke zweigt am früheren Bahnhof West Cambridge aus der Fitchburg-Hauptstrecke ab und führt in südwestliche Richtung. Das überwucherte Gleis liegt hier noch, wird aber nicht genutzt. Die Bahntrasse überquert die Concord Avenue und führt am Ostufer des Fresh Pond entlang. Hier befand sich der erste Haltepunkt der Strecke, nahe der Lexington Avenue. Die Strecke führt weiter in das Stadtgebiet von Watertown hinein. Nach dem Haltepunkt East Watertown an der Arlington Street biegt die Bahntrasse in westliche Richtung ab. Der Bahnhof Union Market lag an der School Street. Bis dorthin waren noch im Jahr 2000 gelegentlich Güterzüge gefahren. Das Streckenende lag seit 1960 östlich der School Street. Westlich des Bahnübergangs ist die Strecke teilweise überbaut worden und wird ansonsten zumeist als Parkplatzfläche genutzt. Sie verläuft neben der Arsenal Street und biegt nach dem Haltepunkt Watertown in Richtung Nordwesten ab.
Im weiteren Verlauf führt die Strecke parallel zur Main Street und überquert diese in West Watertown, ab wo sie wieder weitgehend in westliche Richtung führt. Der Bahnhof Quincy Market lag an der Bridge Street und wurde noch bis Ende der 1990er Jahre bedient. Die Gleise wurden nach der Stilllegung entfernt. Die Strecke überquert dann die Stadtgrenze nach Waltham, die River Street und den Charles River und erreicht den Stadtteil The Chemistry. An der Newton Street lag der gleichnamige Haltepunkt, der auch als Chemistry Station bezeichnet wurde. Nach der erneuten Flussüberquerung mündet die Trasse in einem früheren Gleisdreieck wieder in die Fitchburg-Hauptstrecke ein. Beide Flussbrücken sind erhalten.

## Personenverkehr
1869 verkehrten sieben Züge auf der Relation Boston–Watertown–Waltham auf der Strecke. Das Zugangebot wurde in den darauf folgenden Jahren stark erhöht und 1901 fuhren an Werktagen 19 Züge auf der Strecke, von denen 12 über Waltham hinaus bis Roberts verkehrten. Sonntags fuhren sieben Züge von Boston über Watertown nach Roberts. Bereits 1932 fuhr lediglich ein tägliches Zugpaar von Boston nach Waltham über den Watertown Loop.